# Droga wojewódzka 538
Die Droga wojewódzka 538 (DW 538) ist eine 119 Kilometer lange Droga wojewódzka (Woiwodschaftsstraße) in der polnischen Woiwodschaft Kujawien-Pommern und der Woiwodschaft Ermland-Masuren, die Fijewo mit Nidzica bzw. der Anschlussstelle Nidzica-Południe (Neidenburg Süd) der Schnellstraße 7 (Europastraße 77) verbindet. Die Strecke liegt im Powiat Grudziądzki, im Powiat Nowomiejski, im Powiat Działdowski und im Powiat Nidzicki.

## Streckenverlauf
Woiwodschaft Kujawien-Pommern, Powiat Grudziądzki
-  Fijewo (DW 534)
- Zakrzewo (Kressau)
-  Mełno (Melden) (DW 533)
- Gruta (Gruta)
- Jasiewo (Hansfeld)
- Słupski Młyn
-  Łasin (Lessen) (DK 16)
- Ludwichowo
- Plesewo
- Goczałki

Woiwodschaft Ermland-Masuren, Powiat Nowomiejski
- Wielka Tymawa (Groß Thiemau)
- Podlasek (Konradswalde)
- Biskupiec (Bischofswerder)
- Fitowo (Fittowo)
- Bielice (Molkerei Bielitz)
- Wawrowice (Waweriwtz)
- Marzęcice (Marnau)
-  Nowe Miasto Lubawskie (Neumark in Westpreußen) (DK 15)
- Pacółtowo (Petzelsdorf)
- Tylice (Tillitz)
- Kuligi (Kulingen)
- Linowiec (Linnowitz)
- Grodziczno (Grodziczno)
-  Katlewo (Kattlau) (DW 541)

Woiwodschaft Ermland-Masuren, Powiat Działdowski
- Hartowiec (Hartowitz/Hartwitz)
- Dębień (Eichwalde)
- Rybno (Rybno/Rübenau)
- Tuczki (Tautschken)
- Żabiny (Seeben)
- Gralewo-Stacja (Grallau Bahnhof)
- Myślęta (Meischlitz)
-  Uzdowo (Usdau) (DW 542)

Woiwodschaft Ermland-Masuren, Powiat Nidzicki
- Wierzbowo (Wiersbau)
- Łysakowo (Lissaken/Talhöfen)
-  Rozdroże (Karlshöhe) (DW 545)
-  Nidzica (Neidenburg) (DW 604)
- Tatary (Berghof)
-  Nidzica-Południe (S 7/E 77)